# Muntenia
Muntenia o Gran Valaquia, es una provincia histórica rumana. La capital de Rumania, Bucarest, está situada en esta provincia.

## Localización
Se encuentra situada entre el río Danubio, los montes Cárpatos, Moldavia y el río Olt.

## División administrativa
Muntenia consta de 10 condados:
- Argeş
- Brăila
- Buzău
- Călăraşi
- Dâmboviţa
- Giurgiu
- Ialomiţa
- Ilfov
- Prahova
- Teleorman

## Ciudades importantes
Además de Bucarest, destacan otras ciudades importantes: 
- Brăila
- Buzău
- Piteşti
- Ploieşti
- Târgovişte